# Thyra Hamann-Hartmann
Thyra Hamann-Hartmann (* 30. Oktober 1910 in Posen als Thyra Petersen; † 8. Februar 2005 in Berlin) war eine deutsche Textilkünstlerin, Professorin und Bildwirkerin.

## Leben und Werk
Hamann-Hartmann besuchte die Höhere Fachschule für Textil in Berlin 1938 nach dem Tod des ersten Ehemannes Kurt Hamann († 1937). Sie wechselte anschließend mit einem Stipendium an die Krefelder Textilschule. Dort prägte sie der ehemalige Bauhaus-Lehrer Georg Muche. Von 1940 bis 1942 war sie seine Assistentin. Ferner lernte sie bei dem Maler Oskar Moll.
In der Nachkriegszeit gehörte sie zu den führenden Textilkünstlerinnen im Westen Deutschlands, mehr als 80 Ausstellungen und Ausstellungsbeteiligungen verzeichnet ihre künstlerische Biografie. Ab 1950 leitete sie in Bielefeld die Textilklasse an der Werkkunstschule. Sie verließ den Lehrbetrieb im Jahr 1976 und widmete sich fortan in Berlin der Bildwirkerei.
Der Bauhaus-Einfluss zeigte sich im grafisch-farbigen Flächen- und Strukturaufbau ihrer Stoffe, später kamen freie Formen, Natur- und Landschaftsmotive hinzu.
Am Webstuhl arbeitete sie nur nach Kompositionsskizzen, nicht nach vorgemaltem Entwurf. Thyra Hamann-Hartmann beschrieb ihre Kunst einst so: Meine Bildteppiche sind durchweg großformatig und in Beziehung auf Raum und Wand konzipiert.
Ihr Werknachlass befindet sich im Bauhaus-Museum Weimar, im Bauhaus-Archiv in Berlin sowie im Historischen Museum Bielefeld.

## Auszeichnungen
- Staatspreis des Landes Bayern 1968
- Silbermedaille der Triennale Mailand 1954
- Ehrenurkunde der Weltausstellung in Brüssel 1958
- Staatspreis des Landes Nordrhein-Westfalen 1969
- Kulturpreis der Stadt Bielefeld 1973
- Bundesverdienstkreuz 1. Klasse 1973